# Maurice Filion Trophy
Maurice Filion Trophy je hokejová trofej udělovaná každoročně nejlepšímu generálnímu manažerovi juniorské ligy Quebec Major Junior Hockey League.

## Držitelé Maurice Filion Trophy
| Sezóna  | Jméno            | Tým                          |
| ------- | ---------------- | ---------------------------- |
| 2013–14 | Steve Ahern      | Baie-Comeau Drakkar          |
| 2012–13 | Philippe Boucher | Rimouski Océanic             |
| 2011–12 | Joël Bouchard    | Blainville-Boisbriand Armada |
| 2010–11 | Mike Kelly       | Saint John Sea Dogs          |
| 2009–10 | Dominic Ricard   | Drummondville Voltigeurs     |
| 2008–09 | Dominic Ricard   | Drummondville Voltigeurs     |
| 2007–08 | Jacques Beaulieu | Saint John Sea Dogs          |
| 2006–07 | Pascal Vincent   | Cape Breton Screaming Eagles |
| 2005–06 | Ted Nolan        | Moncton Wildcats             |